# Grzegorzew (gmina)
Pour l’article homonyme, voir Grzegorzew.
Grzegorzew [ɡʐɛˈɡɔʐɛf] est une commune rurale de la voïvodie de Grande-Pologne et du powiat de Koło. Elle s'étend sur 73,4 km2 et comptait 5 599 habitants en 2010.
Elle se situe à environ 6 kilomètres au sud-est de la ville de Koło et à 125 kilomètres de Poznań, la capitale régionale.